# Lersjön, Bohuslän
Lersjön är en sjö i Munkedals kommun i Bohuslän och ingår i Örekilsälvens huvudavrinningsområde. Sjön är 7,5 meter djup, har en yta på 0,998 kvadratkilometer och är belägen 74,3 meter över havet. Sjön avvattnas av vattendraget Hajumsälven (Lerdalsälven).

## Delavrinningsområde
Lersjön ingår i det delavrinningsområde (650931-126952) som SMHI kallar för Utloppet av Lersjön. Medelhöjden är 115 meter över havet och ytan är 12,2 kvadratkilometer. Räknas de 8 avrinningsområdena uppströms in blir den ackumulerade arean 129,45 kvadratkilometer. Hajumsälven (Lerdalsälven) som avvattnar avrinningsområdet har biflödesordning 2, vilket innebär att vattnet flödar genom totalt 2 vattendrag innan det når havet efter 38 kilometer. Avrinningsområdet består mestadels av skog (60 procent), öppen mark (12 procent) och jordbruk (17 procent). Avrinningsområdet har 0,99 kvadratkilometer vattenytor vilket ger det en sjöprocent på 8 procent.